# Football Club Legnano 1932-1933
Questa voce raccoglie le informazioni riguardanti il Football Club Legnano nelle competizioni ufficiali della stagione 1932-1933.

## Stagione

Ferruccio Ratti, al Legnano dal 1931 al 1936

Anche nella stagione 1932-1933 continua il calo del pubblico pagante allo stadio. Questo aspetto contribuisce a peggiorare la situazione finanziaria del Legnano, che è già precaria. Per tale motivo, nella stagione 1932-1933, è a rischio l'iscrizione dei Lilla al campionato, che viene effettuata grazie all'iniezione di denaro nella casse societarie ad opera di alcuni dirigenti e alla cessione del centrocampista Mirko Gruden.
L'obiettivo è quindi diventato la salvezza. Questa stagione si conclude con il 12º posto in classifica a 26 punti a pari merito con la Cremonese ed a 25 punti dalla capolista Livorno, nonché a 5 punti dalla Pistoiese, ultima in graduatoria. In questa stagione non ci sono retrocessioni a causa della riforma del campionato: dalla stagione successiva sarebbe diventato a due gironi, con conseguente aumento delle squadre partecipanti.

## Divise
| Casa |

## Organigramma societario
Area direttiva
- Presidente: cav. uff. Ernesto Castiglioni

Area tecnica
- Allenatore: Otto Krappan

## Rosa
| N. |                   | Ruolo | Calciatore          |
| -- | ----------------- | ----- | ------------------- |
|    | Italia (bandiera) | A     | Gino Albero         |
|    | Italia (bandiera) | P     | Nino Almasio        |
|    | Italia (bandiera) | A     | Giuseppe Baccilieri |
|    | Italia (bandiera) | A     | Mario Caimi         |
|    | Italia (bandiera) | A     | Eraldo Canavesi     |
|    | Italia (bandiera) | C     | Luigi Canepa        |
|    | Italia (bandiera) | A     | Michele Colombo (I) |
|    | Italia (bandiera) | D     | Guido Duo           |
|    | Italia (bandiera) | A     | Carlo Fabris (I)    |
|    | Italia (bandiera) | A     | Camillo Ferrè       |
|    | Italia (bandiera) | A     | Giovanni Guidi      |
|    | Italia (bandiera) | C     | Carlo Guzzetti      |
|    | Italia (bandiera) | C     | Gaspare Landoni     |
|    | Italia (bandiera) | A     | Rodolfo Negri       |

| N. |                   | Ruolo | Calciatore         |
| -- | ----------------- | ----- | ------------------ |
|    | Italia (bandiera) | D     | Battista Padovan   |
|    | Italia (bandiera) | D     | Elio Pagani        |
|    | Italia (bandiera) | A     | Pozzi              |
|    | Italia (bandiera) | A     | Ezio Prandoni (II) |
|    | Italia (bandiera) | C     | Emilio Rancilio    |
|    | Italia (bandiera) | D     | Ferruccio Ratti    |
|    | Italia (bandiera) | A     | Vittorio Rizzi     |
|    | Italia (bandiera) | P     | Angelo Rotondi     |
|    | Italia (bandiera) | C     | Antonio Severi     |
|    | Italia (bandiera) | A     | Angelo Solbiati    |
|    | Italia (bandiera) | D     | Pasquale Viganò    |
|    | Italia (bandiera) | C     | Giuseppe Vignati   |
|    | Italia (bandiera) | P     | Umberto Vivian (I) |

## Risultati

### Serie B

#### Girone d'andata
| Arbitro: | Zelocchi (Modena) |

|           |           |           |
| Ferrè 31’ | Marcatori | 61’ Poggi |

| Arbitro: | Canetta (Alessandria) |

|              |           |                |
| Grandesso 2’ | Marcatori | 33’, 89’ Negri |

| Arbitro: | Scotto (Savona) |

|           |           |  |
| Rizzi 10’ | Marcatori |  |

| Arbitro: | Collina (Savona) |

|           |           |              |
| Negri 27’ | Marcatori | 28’ Reggiani |

| Arbitro: | Gonani (Ravenna) |

|                |           |                |
| Gasperutti 69’ | Marcatori | 21’, 63’ Negri |

| Arbitro: | Mazzarini (Roma) |

|             |           |                              |
| Vignati 60’ | Marcatori | 15’ (aut.) Duo 88’ Subinaghi |

| Arbitro: | Bertolio (Torino) |

|                             |           |  |
| Romano 54’, 86’ Nicolis 74’ | Marcatori |  |

| Arbitro: | Bonivento (Venezia) |

|                                                   |           |            |
| Tasselli 18’, 87’ Niccolai 51’ (rig.), 88’ (rig.) | Marcatori | 9’ Padovan |

| Arbitro: | Levrero (Genova) |

|           |           |                   |
| Guidi 88’ | Marcatori | 66’ T. Fradelloni |

| Arbitro: | Caironi (Milano) |

|                           |           |  |
| Gibertoni 60’, 74’ (rig.) | Marcatori |  |

| Arbitro: | Mattea (Torino) |

|                                                 |           |                   |
| Nekadoma 11’, 66’ (rig.) Sbrana 29’ Miniati 57’ | Marcatori | 86’ (rig.) Severi |

| Arbitro: | Scotto (Savona) |

|           |           |              |
| Negri 52’ | Marcatori | 48’ Rizzotti |

| Arbitro: | Gianni (Pisa) |

|                                    |           |            |
| Sassetti 15’ Ferretti I 52’ (rig.) | Marcatori | 42’ Severi |

| Arbitro: | Melandri (Genova) |

|              |           |           |
| Gianelli 20’ | Marcatori | 81’ Negri |

| Arbitro: | Bertolio (Torino) |

|                     |           |  |
| Severi 4’ Ferrè 42’ | Marcatori |  |

| Arbitro: | Rovero (Voghera) |

|                                     |           |                |
| Cappelli 24’ Andrei 36’ Gerbini 79’ | Marcatori | 21’, 23’ Ferrè |

| Arbitro: | Borghetti (Ancona) |

|                          |           |  |
| Baccilieri 15’ Guidi 68’ | Marcatori |  |

#### Girone di ritorno
| Arbitro: | Brunelli (Bologna) |

|                             |           |  |
| Gola 55’ (rig.) Fossati 64’ | Marcatori |  |

| 26 febbraio 1933 19ª giornata | Legnano | – A Tav. | Monfalconese CNT |  |

| Arbitro: | Lupini (Bergamo) |

|            |           |            |
| Astolfi 5’ | Marcatori | 70’ Fabris |

| Arbitro: | Pizziolo (Firenze) |

|  |           |                |
|  | Marcatori | 10’ Baccilieri |

| Legnano 19 marzo 1933 22ª giornata | Legnano          | 0 – 0 | Grion Pola | Stadio Comunale\| Arbitro: \| Zaffiri (Genova) \| |
| Arbitro:                           | Zaffiri (Genova) |       |            |                                                   |

| Arbitro: | Gianni (Pisa) |

|                                                            |           |                     |
| Carnevali 25’ Subinaghi 51’, 87’ Franchini 55’ (rig.), 67’ | Marcatori | 30’ Negri 61’ Ferrè |

| Arbitro: | Oblack (Trieste) |

|                                        |           |  |
| Baccilieri 4’, 26’ Guidi 10’ Ferrè 70’ | Marcatori |  |

| Arbitro: | Zorzi (Venezia) |

|                        |           |                  |
| Canavesi 30’ Guidi 86’ | Marcatori | 55’ (rig.) Barni |

| Arbitro: | Cardani (La Spezia) |

|                             |           |  |
| Viganò 68’ (aut.) Macis 78’ | Marcatori |  |

| Legnano 30 aprile 1933 27ª giornata | Legnano                     | 0 – 0 | Brescia | Stadio Comunale\| Arbitro: \| Ciamberlini (Sampierdarena) \| |
| Arbitro:                            | Ciamberlini (Sampierdarena) |       |         |                                                              |

| Arbitro: | Scarpi (Dolo) |

|  |           |             |
|  | Marcatori | 39’ Volante |

| Arbitro: | Moretti (Genova) |

|                           |           |  |
| Rizzotti 3’ Cappellini 8’ | Marcatori |  |

| Arbitro: | Bertolio (Torino) |

|                      |           |  |
| Negri 64’ Severi 70’ | Marcatori |  |

| Arbitro: | Mazza (Genova) |

|                       |           |                                       |
| Severi 58’ Viganò 75’ | Marcatori | 30’, 37’ Fibbi 33’ Gianelli 89’ Gobbi |

| Arbitro: | Lupini (Bergamo) |

|                                     |           |                      |
| Breoni 33’ (rig.) Andreoli 54’, 66’ | Marcatori | 28’ Albero 29’ Ferrè |

| Arbitro: | Pizziolo (Firenze) |

|                                    |           |                             |
| Negri 11’ Ferrè 20’ Baccilieri 42’ | Marcatori | 9’ (rig.) Cappelli 49’ Mian |

| Arbitro: | Taddei (Reggio Emilia) |

|                                  |           |                                             |
| Bonomi 20’, 26’ Panzeri 46’, 86’ | Marcatori | 24’ Solbiati 43’ Mi. Colombo 58’ Baccilieri |

## Statistiche

### Statistiche di squadra
| Competizione | Punti | Totale | Totale | Totale | Totale | Totale | Totale | DR  |
| Competizione | Punti | G      | V      | N      | P      | Gf     | Gs     | DR  |
| ------------ | ----- | ------ | ------ | ------ | ------ | ------ | ------ | --- |
| Serie B      | 26    | 32     | 9      | 8      | 15     | 41     | 53     | -12 |

### Statistiche dei giocatori
| Giocatore     | Serie B  | Serie B |
| Giocatore     | Presenze | Reti    |
| ------------- | -------- | ------- |
| G. Albero     | 4        | 1       |
| N. Almasio    | 11       | 0       |
| G. Baccilieri | 22       | 5       |
| M. Caimi      | 9        | 0       |
| E. Canavesi   | 18       | 1       |
| L. Canepa     | 4        | 0       |
| Mi. Colombo   | 3        | 1       |
| G. Duo        | 31       | 0       |
| C. Fabris     | 5        | 1       |
| C. Ferrè      | 17       | 8       |
| G. Guidi      | 23       | 4       |
| C. Guzzetti   | 1        | 0       |
| G. Landoni    | 24       | 0       |
| R. Negri      | 29       | 8       |
| B. Padovan    | 31       | 1       |
| E. Pagani     | 10       | 0       |
| Pozzi         | 1        | 0       |
| E. Prandoni   | 4        | 0       |
| E. Rancilio   | 24       | 0       |
| F. Ratti      | 1        | 0       |
| V. Rizzi      | 9        | 1       |
| A. Rotondi    | 21       | 0       |
| A. Severi     | 33       | 5       |
| A. Solbiati   | 2        | 1       |
| P. Viganò     | 22       | 1       |
| G. Vignati    | 3        | 1       |
| U. Vivian     | 1        | 0       |